# Йонас Авижюс
Йонас Авижюс (на литовски: Jonas Avyžius) е литовски съветски журналист, политик, драматург и писател на произведения в жанра драма, исторически роман, детска литература и документалистика.

## Биография и творчество
Йонас Авижюс е роден на 16 май 1922 г. в Медгитай, Ионишкски район, Литва, в селско семейство. Учи в държавната гимназия в Йонишкис. След като завършва шести клас се връща в родното си село. Там работи във фермата на родителите си и учи в частния институт Калбанеум.
В периода 1940 – 1941 г. работи като временен кореспондент на селския вестник в Шяуляй, а от 1941 г. е постоянен кореспондент в Каунас. По време на окупацията на Литва от германската армия през Втората световна война продължава да работи във фермата на родителите си. През 1944 г., с влизането на Съветската армия, участва в боевете в Курландия. На фронта се среща с поета Паулюс Ширвис. Демобилизиран е през лятото на 1945 г.
След войната е поканен от поета Едуардас Межелайтис на работа като инструктор в Централния комитет на ВЛКСМ. В периода 1945 – 1946 г. работи за радиокомитета като редактор за младежта, а в периода 1946 – 1947 г. е редактор на месечното списание „Jaunimo gretos“ (Младежки редове).
От 1948 г. е професионален писател, като дебютира със сборника разкази „Pirmosios vagos“ (Първите бразди). В повестта си „Palikimas“ (Наследство) изобразява началото на кооперативния живот в литовското село. На съветското село са посветени и повестта му „Garbė“ (Слава), пиесата „Baltieji gluosniai“ (Бели върби), сборника „Žmonės ir įvykiai“ (Хора и събития), романа „Kaimas kryžkelėje“ (Село на кръстопът), и др.
За едно от най-важните произведения на писателя се счита романът му „Когато домовете опустяваха“ от 1973 г., който представя представящ трагичните за литовската нация и държава години на Втората световна война и също толкова трудния следвоенен период. За него е удостоен в Ленинска награда. През 1976 г. романът е екранизиран в едноименния филм от Литовското филмово студио.
Романът му „Цветовете на хамелеона“ изобразява съветското градско общество с морално западащите номенклатурни кадри и конформистките представители на културните дейци.
Става член на КПСС през 1962 г. След закриването на партията не е член на друга партия. През 1996 г. е избран за член на Сейма като член на групата на консерваторите от Съюз на Отечеството и открива заседанието като най-възрастния депутат.
През 1976 г. е удостоен с Ленинска награда в областта на литературата, изкуството и архитектурата. През 1986 г. е удостоен с почетното звание „народен писател“ на Литовската ССР.
Занимава се активно с филателия, спортен риболов и пчеларство.
Йонас Авижюс умира на 7 юли 1999 г. във Вилнюс. Погребан е в почетния парцел на гробището „Антакалнис“ на Вилнюс.

## Произведения

### Самостоятелни романи
- Į stiklo kalną (1961)
- Kaimas kryžkelėje (1966) – държавна награда на Литовска ССР
- Sodybų tuštėjimo metas (1973)
Когато домовете опустяваха, изд.: „Народна култура“, София (1975), прев. Иван Троянски
- Šarkos gudrybė (1976) – с Брониус Леонавичиус
- Kaimas kryžkelėje (1977)
- Degimai (1984)
- Chameleono spalvos (1985)
Цветовете на хамелеона, изд.: „Народна култура“, София (1981), прев. Иван Троянски
- Kaimas kryžkelėje; Degimai (1988)

### Пиеси
- Baltieji gluosniai (1954)

### Детска литература
- Mažos pasakos (1969)
- Aštuonetas iš Trepsės namų (1976) – повести
Защо избягаха куклите, изд.: „Народна младеж“, София (1983), прев. Иван Троянски
- Ožio daržas (1977)
- Gėlė mažylė (1979)
- Juodažvaigždis arkliukas (1990) – с Ирена Жвилиувиен

### Сборници
- Pirmosios vagos (1948)
- Žmonės ir įvykiai (1954)
- Žmogus lieka žmogum (1985) – разкази

### Разкази и новели
- Palikimas (1949)
- Garbė (1949)
- Butkus keršytojas (1957)
- Geležinis nykštukas (1962)
- Didžiojo užutekio gyventojai (1963)
- Melagėlio botagėlis (1970)
- Bardo nuotykiai ir žygiai (1987)
- Melagėlio pasakėlės (1990)
- Toks nuostabus pasaulis (1997)

### Екранизации
- 1976 Sodybų tuštėjimo metas